# El Cerrito, Morelos
El Cerrito är en ort i Mexiko.   Den ligger i kommunen Tetecala och delstaten Morelos, i den sydöstra delen av landet, 80 km söder om huvudstaden Mexico City. El Cerrito ligger 1 004 meter över havet och antalet invånare är 210.
Terrängen runt El Cerrito är kuperad åt nordväst, men åt sydost är den platt. Runt El Cerrito är det ganska tätbefolkat, med 129 invånare per kvadratkilometer. Närmaste större samhälle är Puente de Ixtla, 15,9 km sydost om El Cerrito. I omgivningarna runt El Cerrito växer huvudsakligen savannskog.